# Váchartyán
Váchartyán é um município da Hungria, situado no condado de Peste. Tem 12,11 km² de área e sua população em 2015 foi estimada em 1.767 habitantes.